# St. Louis Stars
El St. Louis Stars fue un equipo de fútbol de los Estados Unidos que jugó en la NASL, la desaparecida primera división nacional.

## Historia
Fue fundado en el año 1966 en la ciudad de San Luis, Misuri como equipo de la National Professional Soccer League como el primer equipo de fútbol profesional en St. Louis, contando con que la ciudad de St. Louis tenía una larga historia dentro del nivel aficionado y colegial de fútbol. Su primer presidente fue el empresario local Bob Hermann, quien más tarde sería presidente de la NPSL y sería el creador del Trofeo Hermann, la versión de fútbol del Trofeo Heisman.
Los Stars llamaron la atención de los equipos locales aficionados y atrajeron varios aficionados. El equipo de los Stars incluía jugadores de nueve países diferentes, nueve de Yugoslavia, y la mayoría de ellos no sabía hablar en inglés. Los Stars promediaron 7613 aficionados por partido, el más alto de la liga. Al finalizar la temporada, la NPSL se fusiona con la United Soccer Association para formar la North American Soccer League. Los Stars fueron uno de los miembros fundadores de la nueva liga.
En la temporada de 1968, la liga tuvo un problema luego de que 10 equipos desaparecieron. Los dueños del equipo redujeron el salario de los jugadores, lo que los convirtió en semiprofesionales. En 1969 la temporada se dividió en dos mitades. La primera llamada Copa Internacional, torneo de eliminación a dos partidos con los equipos sobrantes de la NASL con equipos importados del Reino Unido. Los Stars fueron representados por el Kilmarnock F.C. de Escocia. Los Stars terminaron en último lugar con récord de 2–5–1. La segunda mitad de la temporada de 1969 contó con que los equipos no estaban reforzados, y jugaron una temporada de 16 partidos sin playoffs.
Luego de que en las primeras dos temporadas tuvieran pérdidas financieras, los dueños se fueron. Los Stars pasaron a ser un equipo semiprofesional, con sus jugadores teniendo que correr con sus propios gastos y trabajando en otra cosa. Como consecuencia, la cantidad de aficionados bajó, promediando menos de 4000 aficionados por partido por tres temporadas entre 1969 y 1971.
El 19 de marzo de 1971 los Stars fueron la sede del NASL Professional Hoc-Soc Tournament, el primer torneo de showbol de primera división profesional en la historia de Estados Unidos. Los Stars perdieron el primer partido por 1-2, pero ganaron el partido por el tercer lugar con marcador de 2–0.
La mejor temporada de los Stars fue la de 1972. Ganaron la Southern Division venciendo a los Rochester Lancers 2–1 en la semifinal en el Busch Memorial Stadium en St. Louis, pero perdieron la final por 1-2 ante el Cosmos en el Hofstra Stadium en New York. El centrocampista Pat McBride y el defensa John Sewell fueron elegidos al primer equipo all-star de la temporada. El éxito del equipo volvió a atraer a los aficionados, liderando la asistencia en 1972 con cerca de 8000 aficionados por partido, promediando alrededor de 6000 aficionados por temporada entre 1972 y 1977.
El legado de los Stars fue en el desarrollo de futbolistas estadounidenses, principalmente del área de St. Louis, aunque contrataban jugadores extranjeros con altos contratos. De 1969 a 1976 las plantillas de los Stars estaban compuestas principalmente por jugadores nacionales. Los Stars podían conseguir talento local debido a que en St. Louis había equipos colegiales fuertes y los equipos aficionados eran competitivos, como el Saint Louis Billikens, ganador de 10 campeonatos nacionales de la NCAA de 1959 a 1973. Esa estrategia le dio longevidad a los Stars (las últimas diez temporadas cuando la NASL pasaba por sus momentos más turbulentos), pero el nivel del equipo era mediocre. El 13 de febrero de 1974 los Stars jugaron en casa (y perdieron 11–4) ante el Red Army en el St. Louis Arena en la final de la gira del equipo Ruso por tres ciudades, en el North American Indoor Soccer Tour. St. Louis participó en ambos torneos de fútbol indoor en 1975 y 1976 de la NASL con poco éxito.
En 1975 los Stars contrataron a la estrella extranjera Peter Bonetti. Bonetti jugó para Inglaterra entre 1966–1970, como el portero suplente de Gordon Banks en el título de los ingleses en Inglaterra 1966, y fue titular en un partido en México 1970. Bonetti tuvo una sólida temporada con los Stars, y fue llamado al primer equipo de la NASL en esa temporada. Los Stars ganaron la Central Division en 1975 venciendo a Los Angeles Aztecs en los cuartos de final en el Busch Memorial Stadium, y perdieron ante los Portland Timbers en las semifinales. John Sewell fue nombrado entrenador del año de la NASL.
En 1977 los Stars reclutaron nuevamente a un portero inglés, a Bill Glazier, quien iba a ser el portero suplente en Inglaterra 1966, pero se rompió una pierna antes de iniciar el mundial. A Glazier no le fue bien, sin embargo, John Jackson ganó la titularidad en la temporada. Los Stars terminaron en segundo lugar en la Northern Division, clasificando a los playoffs, donde perderían en la primera ronda ante Rochester Lancers en el Busch Memorial Stadium. El defensa Ray Evans (segunda equipo all-star de la NASL) y el centrocampista Al Trost (mención honorífica de la NASL) fue lo más destacado del equipo en la temporada.

### Mudanza a California
Para 1977 los Stars se concentraron principalmente en futbolistas nacionales. En la temporada de 1977 el equipo estaba compuesto principalmente por futbolistas nacionales, incluyendo ocho ingleses. En un intento de regresar al Busch para 1978, pero los Stars no estaban seguros de ellos. Con solo el pequeño Francis Field disponible y los salarios de los jugadores en aumento, pensaron en la pequeña alternativa de mudarse. Poco después de finalizada la temporada de 1977, los Stars se mudaron a Anaheim y pasó a ser el California Surf. Como el California Surf retuvo el núcleo de futbolistas nacionales (mayoritariamente de St. Louis), con el entrenador inglés John Sewell, el California Surf importó más jugadores ingleses.

## Estadio
De 1967–68 a 1971–74 los Stars jugaron en el Busch Memorial Stadium y entre 1969 y 1970 y de 1975–77 jugaron en el Francis Field.

## Temporadas
| Año         | Récord  | Temporada Regular                           | Playoffs     | Asistencia Promedio | Copa      |
| ----------- | ------- | ------------------------------------------- | ------------ | ------------------- | --------- |
| 1967        | 14–7–11 | 2.º, Western Division (NPSL)                | No clasificó | 7613                | Finalista |
| 1968        | 12–6–14 | 3.º, Gulf Division                          | No clasificó | 5388                | n/a       |
| 1969        | 3–2–11  | 4.º, NASL                                   | No clasificó | 2274                | n/a       |
| 1970        | 5–2–17  | 3.º, Eastern Division, Northern Division    | No clasificó | 2745                | n/a       |
| 1971 indoor | 1–1     | 3.º en Hoc-soc tournament                   | Tercer lugar | 5060                | n/a       |
| 1971        | 6–5–13  | 4.º, Southern Division                      | No clasificó | 3579                | n/a       |
| 1972        | 7–3–4   | 1.º, Southern Division                      | Finalista    | 7773                | n/a       |
| 1973        | 7–5–7   | 2.º, Southern Division                      | No clasificó | 6337                | n/a       |
| 1974        | 4–1–15  | 4.º, Central Division                       | No clasificó | 7374                | n/a       |
| 1975 indoor | 1–1     | 2.º, Region 1                               | No clasificó | 5060                | n/a       |
| 1975        | 13–9    | 1.º, Central Division                       | Semifinales  | 6071                | n/a       |
| 1976 indoor | 0–2     | 4.º, Midwest Regional                       | No clasificó | n/a                 | n/a       |
| 1976        | 5–19    | 5.º, Pacific Conference, Western Division   | No clasificó | 6150                | n/a       |
| 1977        | 12–14   | 2.º, Atlantic Conference, Northern Division | 1            | 9794                | n/a       |

## Jugadores
Novato del Año
- 1970 -  Jim Leeker
- 1972 -   Mike Winter

Salón de la Fama del U.S. Soccer
- 1989 -  Bob Kehoe
- 1989 -  Willy Roy
- 1994 -  Pat McBride
- 2001 -  Bob Hermann
- 2006 -  Al Trost

Indoor Soccer Hall of Fame
- 2012 -   Dragan Popović

Primer Equipo All-Star
- 1968 -  Casey Frankiewicz
- 1969 -  Joe Puls
- 1971 -   Dragan Popović
- 1972 -  Pat McBride,  John Sewell
- 1975 -  Peter Bonetti

Segundo Equipo All-Star
- 1970 -  Pat McBride
- 1971 -  Casey Frankiewicz
- 1972 -  Wilf Tranter
- 1973 -  Pat McBride
- 1976 -  Al Trost
- 1977 -  Ray Evans

All-Star Honorable Mentions
- 1972 -  Casey Frankiewicz,  Joe Puls
- 1973 -  John Sewell,  Al Trost
- 1977 -  Al Trost

Indoor All-Stars
- 1971 -   Dragan Popović,  Miguel de Lima

### Goleadores por temporada
- 1967 –  Rudi Kölbl (15 G)[2]
- 1968 –  Kazimierz Frankiewicz (16 G)
- 1969 –  Tommy Ferguson (7 G)
- 1970 –  Pat McBride (7 G)
- 1971 –  Kazimierz Frankiewicz (14 G)
- 1972 –   Willy Roy (7 G)
- 1973 –   Willy Roy (7 G)
- 1974 –  Dennis Vaninger (6 G)
- 1975 –  John Hawley (11 G)
- 1976 –  Al Trost (12 G)
- 1977 –  Fred Binney (9 G)

## Entrenadores
- George Mihaljevic (1967)
- Rudi Gutendorf (1968)
- Bob Kehoe (1969–70)
- George Meyer y  Casey Frankiewicz (1971)
- Casey Frankiewicz (1972–73)
- John Sewell (1974–78)

### Entrenadores del Año
- 1972 -  Casey Frankiewicz
- 1975 -  John Sewell